# Nestor el cyborg (EP)
Nestor el cyborg es un EP del grupo musical Aviador Dro, editado en octubre del año 1997 por el sello "Lollipop", bajo la referencia LOL MX 087.

En dicho EP se incluyeron dos temas del álbum en directo Cyberiada que son "Nestor el cyborg" y "La Modelo", y el resto, es decir, "22 senderos" y el instrumental "Base lunar Alfa" fueron temas inéditos de las sesiones de grabación del álbum  Trance de 1991.
El tema "Base lunar Alfa" está dedicado a una serie de culto dentro de la ciencia ficción Espacio 1999.

El diseño de la portada fue obra de Aurora García, del Estudio Kôsen, una de las más innovadoras apuestas del cómic manga español.

## Lista de canciones
| Título           | Autor                         | Duración |
| ---------------- | ----------------------------- | -------- |
| Nestor el cyborg | Servando Carballar            | 3:20     |
| La modelo        | (versión de Kraftwerk)        | 2:47     |
| 22 senderos      | Servando Carballar, Mario Gil | 4:08     |
| Base lunar Alfa  | Servando Carballar            | 2:40     |